# Esqui cross-country nos Jogos Paralímpicos de Inverno de 2010 - Velocidade feminino
As competições femininas de velocidade do esqui cross-country nos Jogos Paraolímpicos de Inverno de 2010 serão disputadas no Parque Paraolímpico de Whistler em 21 de março.

## Medalhistas
| Medalha | Atletas sentadas         | Atletas em pé           | Deficientes visuais  |
| ------- | ------------------------ | ----------------------- | -------------------- |
| Ouro    | ITA Francesca Porcellato | UKR Oleksandra Kononova | GER Verena Bentele   |
| Prata   | UKR Olena Iurkovska      | JPN Shoko Ota           | RUS Mikhalina Lysova |
| Bronze  | BLR Liudmila Vauchok     | RUS Anna Burmistrova    | RUS Liubov Vasilyeva |

## Agenda
| 21 de março     | 21 de março         | 21 de março |
| Horário (UTC-8) | Categoria           | Fase        |
| --------------- | ------------------- | ----------- |
| 10:18           | Atletas sentadas    | Qual.       |
| 11:25           | Deficientes visuais | Qual.       |
| 11:37           | Atletas em pé       | Qual.       |
| 12:10           | Atletas sentadas    | Semifinais  |
| 12:30           | Deficientes visuais | Semifinais  |
| 12:50           | Atletas em pé       | Semifinais  |
| 13:20           | Atletas sentadas    | Final       |
| 13:30           | Deficientes visuais | Final       |
| 13:40           | Atletas em pé       | Final       |

## Resultados

### Atletas sentadas

#### Qualificação
| Pos. | Nº | Atleta                   | Tempo   | Diferença |
| ---- | -- | ------------------------ | ------- | --------- |
| 1    | 11 | NOR Mariann Vestbostad   | 2:36.38 |           |
| 2    | 1  | ITA Francesca Porcellato | 2:36.42 | +0.04     |
| 3    | 8  | GER Andrea Eskau         | 2:38.35 | +1.97     |
| 4    | 2  | UKR Olena Iurkovska      | 2:39.89 | +3.51     |
| 5    | 4  | UKR Lyudmyla Pavlenko    | 2:40.94 | +4.56     |
| 6    | 5  | BLR Liudmila Vauchok     | 2:41.03 | +4.65     |
| 7    | 7  | RUS Irina Polyakova      | 2:41.09 | +4.71     |
| 8    | 9  | USA Monica Bascio        | 2:43.73 | +7.35     |
| 9    | 12 | RUS Maria Iovleva        | 2:45.43 | +9.05     |
| 10   | 3  | CAN Colette Bourgonje    | 2:46.44 | +10.06    |
| 11   | 13 | DEN Marianne Maiboll     | 2:47.87 | +11.49    |
| 12   | 10 | UKR Tetyana Tymoshchenko | 2:54.80 | +18.42    |
| 13   | 6  | UKR Nadiia Stefurak      | 2:56.42 | +20.04    |
| 14   | 14 | RUS Svetlana Yaroshevich | 3:36.46 | +1:00.08  |
| 15   | 15 | KOR Vo-Ra-Mi Seo         | 3:46.18 | +1:09.80  |

#### Semifinal 1
| Pos. | Nº | Atleta                 | Tempo  | Diferença |
| ---- | -- | ---------------------- | ------ | --------- |
| 1    | 4  | UKR Olena Iurkovska    | 2:43.8 |           |
| 2    | 2  | UKR Lyudmyla Pavlenko  | 2:46.5 | +2.7      |
| 3    | 3  | NOR Mariann Vestbostad | 2:50.4 | +6.6      |
| 4    | 1  | USA Monica Bascio      | 2:56.9 | +13.1     |

#### Semifinal 2
| Pos. | Nº | Atleta                   | Tempo  | Diferença |
| ---- | -- | ------------------------ | ------ | --------- |
| 1    | 1  | ITA Francesca Porcellato | 2:55.5 |           |
| 2    | 3  | BLR Liudmila Vauchok     | 2:57.5 | +2.0      |
| 3    | 2  | GER Andrea Eskau         | 2:58.7 | +3.2      |
| 4    | 4  | RUS Irina Polyakova      | 3:02.7 | +7.2      |

#### Final
| Pos.              | Nº | Atleta                   | Tempo  | Diferença |
| ----------------- | -- | ------------------------ | ------ | --------- |
| Medalha de ouro   | 1  | ITA Francesca Porcellato | 2:58.5 |           |
| Medalha de prata  | 4  | UKR Olena Iurkovska      | 3:00.0 | +1.5      |
| Medalha de bronze | 2  | BLR Liudmila Vauchok     | 3:01.9 | +3.4      |
| 4                 | 3  | UKR Lyudmyla Pavlenko    | 3:02.3 | +3.8      |

### Atletas em pé

#### Qualificação
| Pos. | Nº | Atleta                         | Tempo   | Diferença |
| ---- | -- | ------------------------------ | ------- | --------- |
| 1    | 14 | JPN Shoko Ota                  | 4:01.58 |           |
| 2    | 5  | UKR Iuliia Batenkova           | 4:06.11 | +4.53     |
| 3    | 1  | RUS Anna Burmistrova           | 4:07.53 | +5.95     |
| 4    | 3  | FIN Maija Loytynoja            | 4:16.90 | +15.32    |
| 5    | 13 | BLR Larysa Varona              | 4:22.55 | +20.97    |
| 6    | 6  | UKR Oleksandra Kononova        | 4:25.27 | +23.69    |
| 7    | 15 | SWE Stina Sellin               | 4:26.66 | +25.08    |
| 8    | 16 | CHN Peng Yuanyuan              | 4:31.38 | +29.80    |
| 9    | 12 | CAN Jody Barber                | 4:40.52 | +38.94    |
| 10   | 4  | POL Katarzyna Rogowiec         | 4:40.90 | +39.32    |
| 11   | 7  | JPN Momoko Dekijima            | 4:46.82 | +45.24    |
| 12   | 9  | CAN Mary Benson                | 4:50.36 | +48.78    |
| 13   | 18 | USA Kelly Underkofler          | 4:51.17 | +49.61    |
| 14   | 2  | SUI Chiara Delvittori-Valnegri | 4:53.93 | +52.35    |
| 15   | 10 | POL Anna Mayer                 | 5:00.79 | +59.21    |
| 16   | 11 | ITA Paola Protopapa            | 5:05.75 | +1:04.17  |
| 17   | 8  | ITA Pamela Novaglio            | 5:07.89 | +1:06.31  |
| 18   | 19 | CHN Geng Zhaojing              | 6:35.25 | +2:33.67  |
|      | 17 | RUS Alena Gorbunova            | DNS     | -         |

#### Semifinal 1
| Pos. | Nº | Atleta              | Tempo  | Diferença |
| ---- | -- | ------------------- | ------ | --------- |
| 1    | 1  | JPN Shoko Ota       | 4:25.1 |           |
| 2    | 3  | BLR Larysa Varona   | 4:36.0 | +10.9     |
| 3    | 2  | FIN Maija Loytynoja | 4:40.7 | +15.6     |
| 4    | 4  | CHN Peng Yuanyuan   | 4:47.1 | +22.0     |

#### Semifinal 2
| Pos. | Nº | Atleta                  | Tempo  | Diferença |
| ---- | -- | ----------------------- | ------ | --------- |
| 1    | 2  | RUS Anna Burmistrova    | 4:18.0 |           |
| 2    | 3  | UKR Oleksandra Kononova | 4:20.6 | +2.6      |
| 3    | 1  | UKR Iuliia Batenkova    | 4:21.6 | +3.6      |
| 4    | 4  | SWE Stina Sellin        | 4:56.9 | +38.9     |

#### Final
| Pos.              | Nº | Atleta                  | Tempo  | Diferença |
| ----------------- | -- | ----------------------- | ------ | --------- |
| Medalha de ouro   | 4  | UKR Oleksandra Kononova | 4:21.4 |           |
| Medalha de prata  | 1  | JPN Shoko Ota           | 4:26.8 | +5.4      |
| Medalha de bronze | 2  | RUS Anna Burmistrova    | 4:31.3 | +9.9      |
| 4                 | 3  | BLR Larysa Varona       | 4:34.5 | +13.1     |

### Deficientes visuais

#### Qualificação
| Pos. | Nº | Atleta                   | Tempo   | Diferença |
| ---- | -- | ------------------------ | ------- | --------- |
| 1    | 2  | RUS Mikhalina Lysova     | 3:57.47 |           |
| 2    | 5  | GER Verena Bentele       | 3:59.59 | +2.12     |
| 3    | 4  | RUS Tatiana Ilyuchenko   | 3:59.69 | +2.22     |
| 4    | 3  | RUS Liubov Vasilyeva     | 4:16.26 | +18.79    |
| 5    | 10 | CAN Robbi Weldon         | 4:19.23 | +21.76    |
| 6    | 9  | JPN Yurie Kanuma         | 4:21.77 | +24.30    |
| 7    | 1  | UKR Oksana Shyshkova     | 4:29.24 | +31.77    |
| 8    | 6  | CAN Courtney Knight      | 4:40.66 | +43.19    |
| 9    | 7  | CAN Margarita Gorbounova | 4:44.19 | +46.72    |
| 10   | 11 | FRA Nathalie Morin       | 4:48.99 | +51.52    |
| 11   | 12 | BUL Yoana Ermenkova      | 6:04.17 | +2:06.70  |
|      | 8  | RUS Valentina Nevidimova | DSQ     | -         |

#### Semifinal 1
| Pos. | Nº | Atleta               | Tempo  | Diferença |
| ---- | -- | -------------------- | ------ | --------- |
| 1    | 3  | RUS Mikhalina Lysova | 4:14.4 |           |
| 2    | 1  | RUS Liubov Vasilyeva | 4:14.5 | +0.1      |
| 3    | 2  | CAN Robbi Weldon     | 4:23.8 | +9.4      |
| 4    | 4  | CAN Courtney Knight  | 4:49.6 | +35.2     |

#### Semifinal 2
| Pos. | Nº | Atleta                 | Tempo  | Diferença |
| ---- | -- | ---------------------- | ------ | --------- |
| 1    | 1  | GER Verena Bentele     | 4:25.8 |           |
| 2    | 4  | RUS Tatiana Ilyuchenko | 4:38.4 | +12.6     |
| 3    | 3  | UKR Oksana Shyshkova   | 4:42.3 | +16.5     |
| 4    | 2  | JPN Yurie Kanuma       | 4:43.7 | +17.9     |

#### Final
| Pos.              | Nº | Atleta                 | Tempo  | Diferença |
| ----------------- | -- | ---------------------- | ------ | --------- |
| Medalha de ouro   | 2  | GER Verena Bentele     | 4:14.2 |           |
| Medalha de prata  | 1  | RUS Mikhalina Lysova   | 4:44.2 | +30.0     |
| Medalha de bronze | 4  | RUS Liubov Vasilyeva   | 4:54.4 | +40.2     |
| 4                 | 3  | RUS Tatiana Ilyuchenko | 4:58.0 | +43.8     |

## Legenda
| Q   | Classificado (Qualified)       |
| DNS | Não largou (Did not start)     |
| DNF | Não terminou (Did not finish)  |
| DSQ | Desclassificado (Disqualified) |